# Auricalcite
L'auricalcite è un minerale, un idrossicarbonato di zinco e rame, un tempo detto anche fiore d'ottone.
Il suo nome deriva dal greco ὁρείχαλκος = rame di montagna, composto da  ὄρος = monte e da χαλκός = rame.
Descritto per la prima volta a Lipsia dal chimico Bottger nel 1839.

## Abito cristallino
I cristalli sono aciculari. Il minerale si presenta anche sotto forma di incrostazioni.

## Origine e giacitura
Il minerale ha genesi secondaria attraverso l'alterazione di minerali di zinco e rame, a causa dell'azione di acque ricche di anidride carbonica disciolta. Il minerale è spesso associato a vari minerali costituiti da miscele di idrossidi di ferro. Ha paragenesi con idrozincite, limonite, smithsonite e emimorfite

## Forma in cui si presenta in natura
In cristalli isolati, ma più comunemente in aggregati tondeggianti a raggiera, fibrosi o a forma di ciuffi o incrostazioni. I cristalli, ingranditi con la lente, appaiono aghiformi o lamellari sotto forma di tavolette rettangolari.,

## Caratteri chimico-fisici
Solubile in acido cloridrico con effervescenza in acidi diluiti  e in ammoniaca. In tubo chiuso perde acqua e diventa di colore nero. Colora la fiamma di verde.

## Località di ritrovamento
- In Europa: a Lavrion (Grecia; a Rezbanya (Romania); Chessy-les-Mines, presso Lione, (Francia);  nelle miniere di zinco della provincia di Santander (Spagna); a Matlok nel Devonshire (Scozia);[2] in alcune località del Cumberland; in Inghilterra;
  - In Italia: nella miniera Lanzi Campiglia Marittima (Toscana); in località Valletta di Contra, nel comune di Primaluna, in provincia di Como; nel Monte Civillina presso Recoaro e a Valle Mercanti presso Schio in (provincia di Vicenza)[2]; in Sardegna[3]
    - In provincia di Bergamo: nelle miniere di Gorno e Oneta nella Val Seriana, nella Val Vedra presso il comune di Oltre il Colle;[2] nelle miniere Pallio a Dossena.
- Americhe: in bei cristalli a Mapimí, nello stato di Durango (Messico); Arizona, Utah, Nuovo Messico (USA);[2]
- Resto del mondo: a Nagato, in Giappone; in Zaire; a Tsumeb[2] e a Mindouli, in Namibia;